# Le Chant des mariées
Le Chant des mariées  es una película del año 2008.

## Sinopsis
Túnez, 1942. Nour y Myriam son amigas desde siempre. Viven en el mismo edificio situado en un barrio modesto donde judíos y musulmanes conviven en perfecta armonía. Cada una envidia la vida de la otra. Nour siente no poder ir al colegio como su amiga, pero Myriam sueña con el amor. En noviembre de 1942, el ejército alemán entra en Túnez. Consecuentes con la política de Vichy, los nazis obligan a los judíos a pagar impuestos exorbitantes. Prohíben trabajar a Tita, la madre de Myriam. Acribillada por las deudas, decide casar a su hija con un médico rico. Los sueños de Myriam se desvanecen.

## Premios
- Festival du Film de l’Outaouais 2009 (Quebec)